# Редклиффс
Редклиффс (англ. Redcliffs) — пригород Крайстчерча на Южном острове Новой Зеландии.

## Расположение
К востоку от Редклиффса расположены пригороды Клифтон, Ричмонд-Хилл и Самнер. С центром Крайстчерча Редклиффс соединяется дорогой, проходящей по насыпи через эстуарий Эйвон-Хиткот. Кроме этого, из Крайстчерча в Редклиффс можно попасть по МакКормакс-Бей-Роуд (англ. McCormack's Bay Road), которая огибает эстуарий Айвон-Хиткот по периметру. Эта прибрежная дорога от Редклиффса до Санмера позволяет попасть в пригород Литтелтон, расположенный по другую сторону холмов Порт-Хилс, и в порт. Этот альтернативный маршрут до городского центра — намного длиннее пути по насыпи.

## Ландшафт
Местность в Редклиффс — холмистая, каменистая, с множеством пещер на склонах горы Маунт-Плезант. Доминирующие скалы в Редклиффс имеют вулканическое происхождение. Образующие их породы имеют красный оттенок, из-за которого пригород и получил своё название.

## Демография
Инфраструктура пригорода хорошо развита, недвижимость стоит дорого. Так, в 2006 году, средняя цена дома в Редклиффс достигала 450 000 новозеландских долларов. В пригороде наблюдался бэби-бум.

## Места отдыха

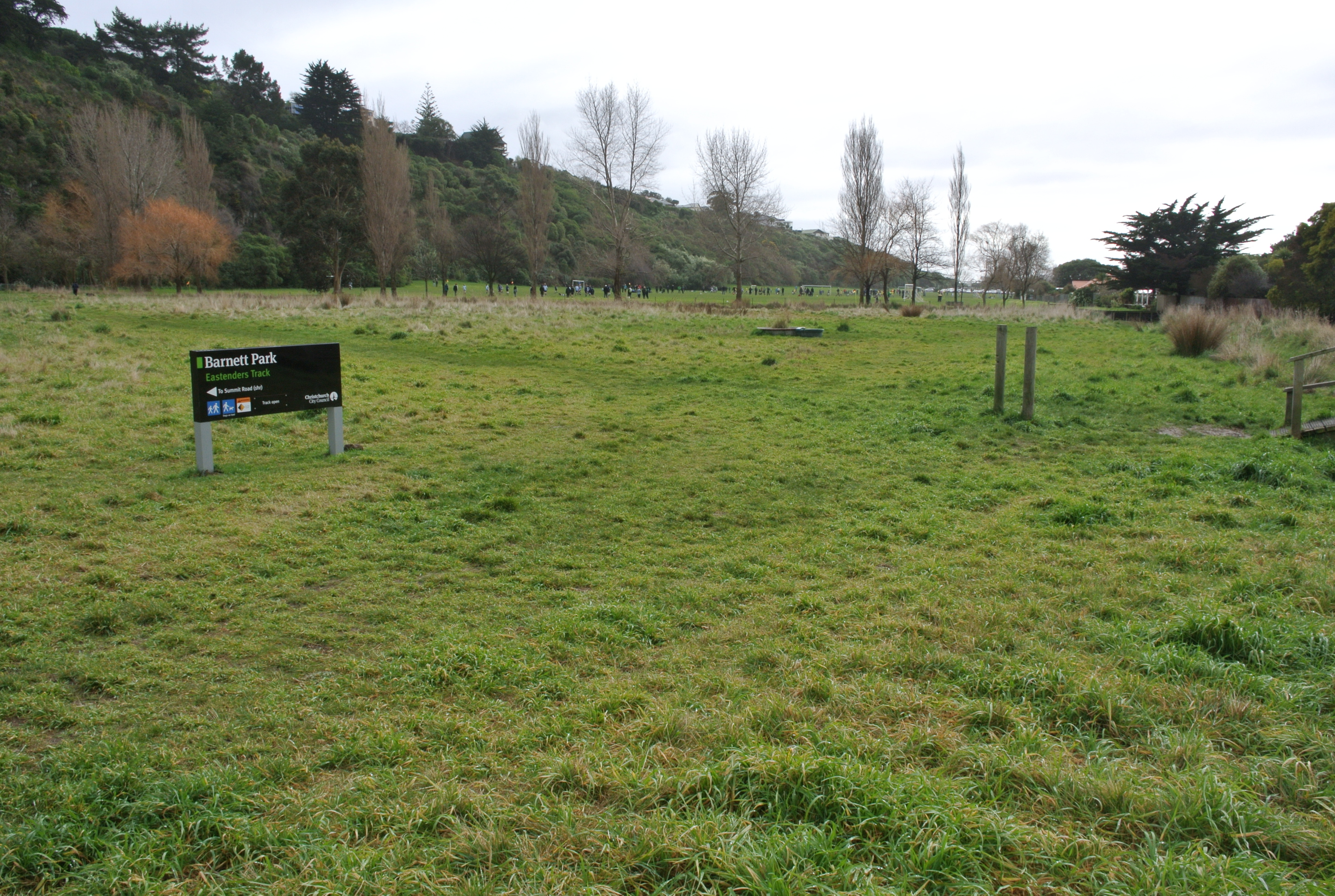
Парк Барнетт, Редклиффс

Одним из лучших мест отдыха в Редклиффс считается парк Барнетт (англ. Barnett Park), открытый для свободного посещения. Строительство этого парка входило в первоначальные планы городского совета Крайстчерча.

## Землетрясение 2011 года в Крайстчерче
В отличие от землетрясения в сентябре 2010 года, во время землетрясения 22 февраля 2011 года Редклиффс и окружающие его холмы сильно пострадали. Десятки домов были признаны непригодными для проживания, сотни зданий получили различные повреждения. 24 февраля 2011 года в 10 часов вечера на нескольких улицах пригорода была проведена эвакуация жителей, так как некоторые из близлежащих скал были признаны нестабильными. На следующее утро некоторые улицы всё ещё были оцеплены, хотя многие жители могли вернуться в свои дома незамедлительно. Операция проводилась до 28 февраля 2011 года, в результате чего были эвакуированы около 200 домовладений.
К 7 марта были проведены подробные геотехнические проверки на пострадавших территориях. 8 марта 2011 года жителям некоторых улиц было разрешено вернуться в свои дома.
Тем временем жители пригорода, испытывающие недостаток в информации от официальных властей, 26 февраля 2011 года запустили местный информационный центр, с 27 февраля начавший выпускать регулярные информационные бюллетени. Затем появились два информационных веб-сайта.
2 марта 2011 года Питер Хайд (англ. Peter Hyde), житель Редклиффс, начал агитационную кампанию по привлечению внимания общественности к проблемам наиболее пострадавших восточных районов Крайстчерча, в особенности в части снабжения предметами первой необходимости и информацией. В частности, речь шла о пригородах к северу от Редклиффс, таких как Парклендс (англ. Parklands), Арануи (англ. Aranui), Бромли (англ. Bromley), Эйвонсайд (англ. Avonside), Бексли (англ. Bexley и Нью-Брайтон (англ. New Brighton).